# Belford Roxo
Belford Roxo (IPA: [ˈbɛwfɔχ ˈχoʃu]) nagyváros Brazília délkeleti részén, Rio de Janeiro államban. A Rio de Janeiro-i agglomeráció egyik északnyugati városa. Belford Roxo Mesquita és Duque de Caxias községekkel határos. Lakosainak száma 483 087 fő (2022).

## Kerületek

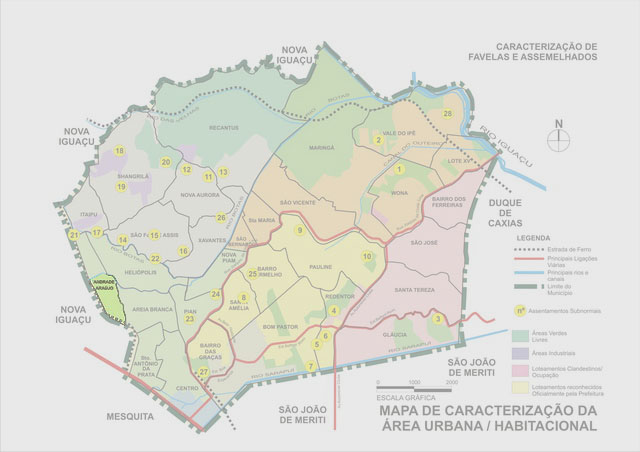
Belford-Roxo

A város 30 kerületből (bairros) áll:
- Centro (Központ)
- Jardim Redentor
- Bom Pastor
- Santa Tereza
- Bairro Das Graças
- Areia Branca
- Vila Pauline
- Lote XV
- São Vicente
- Nova Aurora
- Barro Vermelho
- Santa Amélia
- Jardim Gláucia
- Vale do Ipê
- Recantus
- Wona
- Andrade Araújo
- Maringá
- Xavantes
- Santo Antônio da Prata
- São Francisco de Assis
- Itaipu
- Heliópolis
- Pian
- Nova Pian
- Parque São José
- Santa Maria
- Bairro dos Ferreiras
- São Bernardo
- Shangrila

## Népesség
A település népességének változása:
| Lakosok száma | 434 474 | 469 332 | 513 118 | 515 239 | 483 087 |
|               | 2000    | 2010    | 2020    | 2021    | 2022    |

## Fordítás
- Ez a szócikk részben vagy egészben  a   Belford Roxo című portugál Wikipédia-szócikk fordításán alapul.  Az eredeti cikk szerkesztőit annak laptörténete sorolja fel. Ez a jelzés csupán a megfogalmazás eredetét és a szerzői jogokat jelzi, nem szolgál a cikkben szereplő információk forrásmegjelöléseként.